# 特雷斯 (特伦托自治省)
特雷斯（義大利語：Tres），是意大利特伦托自治省的一个市镇。总面积14平方公里，人口718人，人口密度51.3人/平方公里（2009年）。ISTAT代码为022206。